# Finnische Meisterschaften im Skispringen 2011

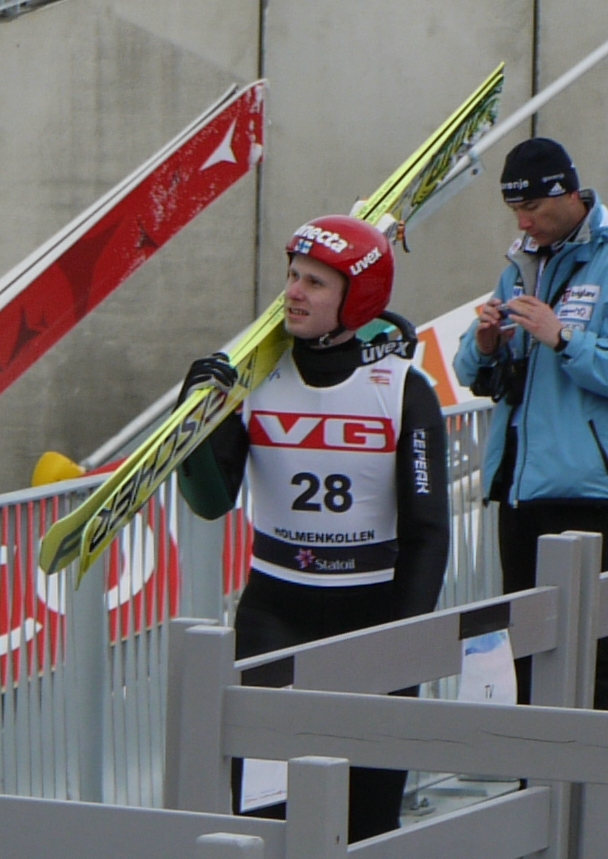
Olli Muotka – Finnischer Meister 2011

Die Finnischen Meisterschaften im Skispringen 2011 auf der Großschanze fanden am 26. März 2011 in Kuopio statt. Die Wettbewerbe wurden auf der Puijo-Großschanze (Puijon Hyppyrimäki, K120) ausgetragen. Die Meisterschaft wurde vom Finnischen Wintersportverband und dem Wintersportverein Puijon Hiihtoseura ausgerichtet.
Nach dem ersten Durchgang führte Ossi-Pekka Valta, welcher in der Pause zwischen beiden Durchgängen wegen eines zu langen Skis disqualifiziert wurde.

## Ergebnis
| Platz | Sportler             | Weite 1 | Weite 2 | Punkte |
| ----- | -------------------- | ------- | ------- | ------ |
| 1     | Olli Muotka          | 122.5 m | 117.0 m | 231.1  |
| 2     | Jarkko Määttä        | 116.5 m | 115.0 m | 213.7  |
| 3     | Juha-Matti Ruuskanen | 120.0 m | 118.5 m | 207.8  |
| 4     | Anssi Koivuranta     | 119.0 m | 107.5 m | 204.2  |
| 5     | Miika Ylipulli       | 118.0 m | 110.5 m | 202.3  |
| 6     | Kai Kovaljeff        | 110.5 m | 104.0 m | 176.6  |
| 7     | Lauri Asikainen      | 106.0 m | 103.0 m | 164.2  |
| 8     | Jere Kykkänen        | 103.0 m | 102.5 m | 157.4  |
| 9     | Antti Määttä         | 103.5 m | 100.5 m | 157.2  |
| 10    | Pasi Ahonen          | 102.0 m | 100.5 m | 152.5  |

Im September folgten die Finnischen Meisterschaften 2011 im Skispringen auf der Normalschanze. Sie wurden in diesem Jahr in Jyväskylä ausgetragen.
| Platz | Sportler             | Weite 1 | Weite 2 | Punkte |
| ----- | -------------------- | ------- | ------- | ------ |
| 1     | Anssi Koivuranta     | 98.0 m  | 105.5 m | 234.3  |
| 2     | Kimmo Yliriesto      | 97.0 m  | 99.0 m  | 218.8  |
| 3     | Sebastian Klinga     | 97.0 m  | 98.0 m  | 218.3  |
| 4     | Olli Muotka          | 97.0 m  | 98.0 m  | 213.0  |
| 5     | Kalle Keituri        | 88.0 m  | 105.0 m | 212.4  |
| 6     | Matti Hautamäki      | 96.0 m  | 96.0 m  | 211.1  |
| 7     | Sami Heiskanen       | 90.0 m  | 100.0 m | 205.5  |
| 8     | Lauri Asikainen      | 96.5 m  | 93.5 m  | 204.5  |
| 9     | Juha-Matti Ruuskanen | 90.5 m  | 97.0 m  | 198.0  |
| 10    | Veli-Matti Lindström | 83.0 m  | 96.0 m  | 182.7  |